# 47044 Макпеінтер
47044 Макпеінтер (47044 Mcpainter) — астероїд головного поясу, відкритий 16 листопада 1998 року.
Тіссеранів параметр щодо Юпітера — 3,360.